# Wish Tree
"Wish Tree" (hangul: 세가지 소원), é uma canção gravada pelo grupo feminino sul-coreano Red Velvet, lançada em 18 de dezembro de 2015 como single digital pela SM Entertainment. A música, junto com "12:25 (Wish List)" de f(x) e "Christmas Paradise" de BoA, faz parte do Winter Garden, um álbum de inverno da SM Entertainment.

## Antecedentes e composição
No início de dezembro de 2015, foi anunciado que a Red Velvet lançaria seu primeiro single de inverno para o Winter Garden, junto com uma imagem promocional, sendo o acompanhamento de "12:25 (Wish List)", interpretado por f(x), que foi lançado em 15 de dezembro.
"Wish Tree" foi escrita por January 8th, e composta por Aaron Benward, Felicia Barton e Matthew Tishler. A SM Entertainment afirmou que a música é uma balada pop com um toque quente e um som acústico.

## Promoção
Red Velvet apresentou "Wish Tree" ao vivo no Music Bank em 25 de dezembro.

## Desempenho nas paradas
| Parada (2015)                       | Melhor posição |
| ----------------------------------- | -------------- |
| Coreia do Sul (Gaon Digital Chart)  | 33             |
| Coreia do Sul (Gaon Download Chart) | 19             |
| Coreia do Sul (Gaon BGM Chart)      | 50             |